# Конституция Мексиканских Соединённых Штатов 1857 года
Конституция Мексиканских Соединенных Штатов 1857 года — основной закон Мексики с 1857 года по 1917 год. Против конституции выступили мексиканские консерваторы и церковь (см. Война за реформу).
16 сентября 1857 года, в годовщину восстания Мигеля Идальго, вступила в силу новая конституция. В ней Мексика провозглашалась демократической представительной республикой, состоявшей из суверенных во внутренних делах штатов. Законодательная власть принадлежала избираемому на два года однопалатному конгрессу, а исполнительная — президенту, избираемому с помощью непрямых выборов на срок в четыре года. Духовенству запрещалось избираться в органы государственной власти. В конституции подтверждались положения закона Хуареса, отменявшего привилегии армии и духовенства, и закона Лердо, запрещавшего церковным и гражданским корпорациям, в том числе крестьянским общинам, владеть недвижимым имуществом. Конституция декларировала неприкосновенность частной собственности, свободу слова, печати, собраний, тайну переписки, запрещала рабство и пеонаж.